# Фрезаграндинария
Фрезаграндинария (итал. Fresagrandinaria) — коммуна в Италии, располагается в регионе Абруццо, в провинции Кьети.
Население составляет 1088 человек (2008 г.), плотность населения составляет 45 чел./км². Занимает площадь 24 км². Почтовый индекс — 66050. Телефонный код — 0873.
Покровительницей коммуны почитается Пресвятая Богородица (Madonna Grande), празднование в среду после Троицы.

## Демография
Динамика населения:

## Администрация коммуны
- Официальный сайт: http://www.fresagrandinaria.com Архивная копия от 24 сентября 2020 на Wayback Machine